# Prata d’Ansidonia
Prata d'Ansidonia – miejscowość i gmina we Włoszech, w regionie Abruzja, w prowincji L’Aquila.
Według danych na rok 2004 gminę zamieszkiwało 546 osób, 28,7 os./km².